# Krokträsket (Hortlax socken, Norrbotten)
Krokträsket är en sjö i Piteå kommun i Norrbotten och ingår i Jävreåns huvudavrinningsområde.